# Brøndbyernes Idrætsforening 2023-2024
Questa voce raccoglie le informazioni riguardanti il Brøndbyernes Idrætsforening nelle competizioni ufficiali della stagione 2023-2024.

## Rosa
| N. |                          | Ruolo | Calciatore           |
| -- | ------------------------ | ----- | -------------------- |
| 2  | Norvegia (bandiera)      | D     | Sebastian Sebulonsen |
| 3  | Norvegia (bandiera)      | D     | Henrik Heggheim      |
| 4  | Danimarca (bandiera)     | D     | Jacob Rasmussen      |
| 5  | Danimarca (bandiera)     | D     | Rasmus Lauritsen     |
| 6  | Nuova Zelanda (bandiera) | C     | Joe Bell             |
| 7  | Danimarca (bandiera)     | C     | Nicolai Vallys       |
| 8  | Danimarca (bandiera)     | C     | Mathias Greve        |
| 9  | Norvegia (bandiera)      | A     | Ohi Omoijuanfo       |
| 10 | Danimarca (bandiera)     | D     | Daniel Wass          |
| 11 | Norvegia (bandiera)      | A     | Håkon Evjen          |
| 12 | Svezia (bandiera)        | A     | Carl Björk           |
| 14 | Danimarca (bandiera)     | D     | Kevin Mensah         |
| 15 | Paraguay (bandiera)      | D     | Blás Riveros         |
| 16 | Danimarca (bandiera)     | P     | Thomas Mikkelsen     |
| 17 | Danimarca (bandiera)     | A     | Yousef Salech        |
| 18 | Danimarca (bandiera)     | D     | Kevin Tshiembe       |
| 19 | Danimarca (bandiera)     | C     | Bertram Kvist        |

| N. |                        | Ruolo | Calciatore           |
| -- | ---------------------- | ----- | -------------------- |
| 20 | Polonia (bandiera)     | C     | Mateusz Kowalczyk    |
| 21 | Svezia (bandiera)      | D     | Rasmus Wikström      |
| 22 | Croazia (bandiera)     | C     | Josip Radošević      |
| 23 | Stati Uniti (bandiera) | C     | Christian Cappis     |
| 24 | Croazia (bandiera)     | A     | Marko Divković       |
| 25 | Tunisia (bandiera)     | C     | Anis Slimane         |
| 27 | Svezia (bandiera)      | A     | Simon Hedlund        |
| 32 | Danimarca (bandiera)   | D     | Frederik Alves       |
| 34 | Danimarca (bandiera)   | D     | Ludwig Vraa-Jensen   |
| 35 | Danimarca (bandiera)   | C     | Noah Nartey          |
| 36 | Danimarca (bandiera)   | A     | Mathias Kvistgaarden |
| 37 | Danimarca (bandiera)   | D     | Clement Bischoff     |
| 39 | Danimarca (bandiera)   | C     | Marinus Larsen       |
| 40 | Danimarca (bandiera)   | P     | Jonathan Aegidius    |
| 41 | Danimarca (bandiera)   | A     | Oscar Schwartau      |
| 46 | Stati Uniti (bandiera) | D     | Justin Che           |

## Calciomercato
| Acquisti | Acquisti            | Acquisti      | Acquisti            |
| R.       | Nome                | da            | Modalità            |
| -------- | ------------------- | ------------- | ------------------- |
| D        | Jacob Rasmussen     | Fiorentina    | definitivo (3000 €) |
| D        | Justin Che          | FC Dallas     | ?                   |
| D        | Henrik Heggheim     | Vålerenga     | fine prestito       |
| C        | Andreas Pyndt       | Hvidovre      | fine prestito       |
| D        | Rasmus Wikström     | SønderjyskE   | fine prestito       |
| A        | Yousef Salech       | Køge BK       | fine prestito       |
| D        | Christian Friedrich | Fremad Amager | fine prestito       |

| Cessioni | Cessioni            | Cessioni       | Cessioni               |
| R.       | Nome                | a              | Modalità               |
| -------- | ------------------- | -------------- | ---------------------- |
| P        | Mads Hermansen      | Leicester City | definitivo (7000 €)    |
| C        | Anis Slimane        | Sheffield Utd  | definitivo (2700000 €) |
| C        | Andreas Pyndt       | Silkeborg      | gratuito               |
| D        | Christian Friedrich | Næstved        | ?                      |
| D        | Frederik Winther    | Augusta        | fine prestito          |

## Risultati

### Superligaen

#### Prima fase
| Silkeborg 23 luglio 2023, ore 18:00 CEST 1ª giornata              | Silkeborg | 1 – 2                | Brøndby | Jysk Park |
| \| \| \| \| \| Adamsen 5’ \| Marcatori \| 16’ Vallys 64’ Evjen \| |           |                      |         |           |
|                                                                   |           |                      |         |           |
| Adamsen 5’                                                        | Marcatori | 16’ Vallys 64’ Evjen |         |           |